# 毛蕊龙胆
毛蕊龙胆（学名：Gentiana scabrifilamenta）为龙胆科龙胆属的植物，是中国的特有植物。分布于中国大陆的西藏等地，生长于海拔4,000米的地区，一般生长在林下，目前尚未由人工引种栽培。